# Vidmár Antal
Vidmár Antal, Antonio Widmar; Anthony Withmore (Fiume, 1899. június 9. – Chiavari, 1980. december 27.) irodalomtörténész, műfordító, olasz diplomata.

## Életrajza
1918-ban érettségizett, majd a bolognai egyetemre járt, ahol 1924-ben szerzett diplomát. Ezután Budapesten tanult, ahol filozófiából diplomázott, végzettségét Olaszországban csak 1937-ben ismerték el. Két évtizeden keresztül tartózkodott Magyarországon, ezalatt elsősorban műfordítással foglalkozott. Közeli barátja volt Babits Mihálynak. 1937-ben elnyerte a Magyar Érdemrend tisztikeresztje Madách Imre művének lefordításáért. 1943-tól, miután nem fogadta el a Salo-i Köztársaság útlevelét és hazatelepülési ajánlatát, az olasz követségről elvitt bélyegzőkkel és okmányokkal hamis papírokat gyártott az üldözöttek számra. 1945 márciusában a magyar titkosrendőrség letartóztatta, nyolc napig tartották fogva az Andrássy út 60-ban. Miután kiszabadult, vonattal Isztambulba ment, majd Alexandrián keresztül jutott el Rómába 1945 nyarának végén. Megjelentett egy könyvet Magyarország 1938 és 1946 közötti történelméről, majd az Amerikai Egyesült Államokban és Japánban tartózkodott. 1964-ben visszatért Európába, majd Genovába költözött.
Felesége Sziráky Judith költő, író, leányuk Karsai Lucia műfordító.

## Magyarul megjelent művei
- Dante és Madách; Sárkány Ny., Bp., 1936 (A Budapesti Pázmány Péter Tudomány-egyetem Olasz Intézetének kiadványai)